# Prosper Poswick
Baron Prosper Charles Marie Joseph Ghislain Poswick (Tihange, 5 september 1906 - Hoei, 18 oktober 1992) was een Belgisch ambassadeur.

## Biografie
Baron Prosper Poswick was een zoon van Ferdinand Poswick (1864-1944) en Marianna de Vaulx de Champion (1879-1945). Zijn grootoom was baron Jules Poswick. Hij trouwde in 1935 in Korbeek-Lo met Geneviève (Féfette) de Dieudonné de Corbeek over Loo (1907-1992). Ze kregen drie zoons en twee dochters.
Hij promoveerde tot doctor in de rechten aan de Katholieke Universiteit Leuven en behaalde er ook het diploma van kandidaat in de wijsbegeerte en letteren en een baccalaureaat in de thomistische wijsbegeerte.
In 1934 werd Poswick stagiair bij Buitenlandse Zaken. Hij stond op de centrale administratie in Brussel en op buitenlandse posten, met name Caïro, Ankara en Den Haag. Hij was van 1951 tot 1953 kabinetschef van de christendemocratische minister van Buitenlandse Zaken Paul van Zeeland. In 1953 werd hij ambassadeur in Luxemburg. Van 1957 tot 1968 was hij ambassadeur bij de Heilige Stoel. Het was via hem dat in 1958 prins Albert - de toekomstige koning - Paola Ruffo di Calabria ontmoette nadat Poswick zijn dochter had gevraagd enkele vrienden van gegoede families uit te nodigen. Van 1968 tot 1972 was hij ambassadeur in Madrid.